# Championnat d'Europe masculin de water-polo 2008
Navigation
Édition 2006 Édition 2010
Le championnat d'Europe de water-polo masculin, la 28e édition, s'est tenu à Malaga (Espagne) du 4 au 13 juillet 2008. Cet évènement sportif est organisé par la Ligue européenne de natation et la Fédération espagnole de natation (Real Federación Española de Natación).
Le Centro Acuático de Málaga est le cadre de cette compétition de water-polo pour laquelle douze équipes sont qualifiées, réparties en deux groupes pour le déroulement du tour préliminaire.
L'équipe du Monténégro,  dont c'était la première participation, remporte le titre à la surprise générale.

## Équipes et groupes
| Groupe A - Espagne - Croatie - Slovaquie - Grèce - Hongrie - Monténégro | Groupe B - Macédoine - Russie - Serbie - Italie - Allemagne - Roumanie |

## Tour préliminaire
Pour chaque groupe, l'équipe classée première est directement qualifiée pour les demi-finales ; quant aux équipes classées aux deuxième et troisième places, elles disputent les quarts de finale.
Les équipes classées aux 4e, 5e et 6e places se rencontrent afin d'attribuer les places de 7e à 12e, selon le programme suivant :
- match n° 1 : rencontre entre le 5e du groupe A et le 6e du groupe B
- match n° 2 : rencontre entre le 6e du groupe A et le 5e du groupe B
- match n° 3 : rencontre entre le 4e du groupe B et le vainqueur du match n° 1
- match n° 4 : rencontre entre le 4e du groupe A et le vainqueur du match n° 2

### Groupe A
| Équipe     | Points | Joués | V | N | D | BM | BE | DIF |
| ---------- | ------ | ----- | - | - | - | -- | -- | --- |
| Monténégro | 12     | 5     | 4 | 0 | 1 | 48 | 37 | +11 |
| Hongrie    | 12     | 5     | 4 | 0 | 1 | 54 | 32 | +22 |
| Croatie    | 10     | 5     | 3 | 1 | 1 | 52 | 38 | +14 |
| Espagne    | 6      | 5     | 2 | 0 | 3 | 42 | 38 | +4  |
| Grèce      | 4      | 5     | 1 | 1 | 3 | 42 | 41 | +1  |
| Slovaquie  | 0      | 5     | 0 | 0 | 5 | 19 | 71 | -52 |

| 4 juillet 2008 |         |            |
| Slovaquie      | 3 – 12  | Grèce      |
| Hongrie        | 10 – 9  | Croatie    |
| Espagne        | 7 – 8   | Monténégro |
| 5 juillet 2008 |         |            |
| Hongrie        | 19 – 3  | Slovaquie  |
| Monténégro     | 11 – 10 | Grèce      |
| Espagne        | 7 – 11  | Croatie    |
| 6 juillet 2008 |         |            |
| Hongrie        | 8 – 3   | Grèce      |
| Croatie        | 7 – 6   | Monténégro |
| Slovaquie      | 4 – 12  | Espagne    |
| 7 juillet 2008 |         |            |
| Croatie        | 15 – 5  | Slovaquie  |
| Hongrie        | 9 – 10  | Monténégro |
| Espagne        | 9 – 7   | Grèce      |
| 8 juillet 2008 |         |            |
| Slovaquie      | 4 – 13  | Monténégro |
| Grèce          | 10 – 10 | Croatie    |
| Hongrie        | 8 – 7   | Espagne    |

### Groupe B
| Équipe    | Points | Joués | V | N | D | BM | BE | DIF |
| --------- | ------ | ----- | - | - | - | -- | -- | --- |
| Serbie    | 13     | 5     | 4 | 1 | 0 | 68 | 31 | +37 |
| Italie    | 12     | 5     | 4 | 0 | 1 | 55 | 35 | +20 |
| Allemagne | 9      | 5     | 3 | 0 | 2 | 39 | 42 | -3  |
| Macédoine | 4      | 5     | 1 | 1 | 3 | 35 | 56 | -21 |
| Roumanie  | 4      | 5     | 1 | 1 | 3 | 37 | 46 | -9  |
| Russie    | 1      | 5     | 0 | 1 | 4 | 35 | 59 | -24 |

| 4 juillet 2008 |         |           |
| Macédoine      | 10 – 6  | Roumanie  |
| Serbie         | 17 – 5  | Allemagne |
| Russie         | 6 – 12  | Italie    |
| 5 juillet 2008 |         |           |
| Macédoine      | 6 – 23  | Serbie    |
| Allemagne      | 13 – 4  | Russie    |
| Roumanie       | 7 – 12  | Italie    |
| 6 juillet 2008 |         |           |
| Russie         | 9 – 9   | Macédoine |
| Serbie         | 6 – 6   | Roumanie  |
| Italie         | 12 – 6  | Allemagne |
| 7 juillet 2008 |         |           |
| Roumanie       | 4 – 8   | Allemagne |
| Macédoine      | 5 – 11  | Italie    |
| Serbie         | 11 – 6  | Russie    |
| 8 juillet 2008 |         |           |
| Allemagne      | 7 – 5   | Macédoine |
| Russie         | 10 – 14 | Roumanie  |
| Italie         | 8 – 11  | Serbie    |

## Phase finale

### Places de7eà12e

#### Matchs pour l'attribution des places de7eà12e
| 9 juillet 2008  |         |           |
| Grèce           | 4 – 9   | Russie    |
| Slovaquie       | 6 – 7   | Roumanie  |
| 11 juillet 2008 |         |           |
| Russie          | 11 – 13 | Macédoine |
| Roumanie        | 7 – 9   | Espagne   |

#### Match de classement des places de11eet12e
| 11 juillet 2008 |        |           |
| Grèce           | 14 – 8 | Slovaquie |

#### Match de classement des places de9eet10e
| 12 juillet 2008 |        |          |
| Russie          | 6 – 11 | Roumanie |

#### Match de classement des places de7eet8e
| 12 juillet 2008 |        |         |
| Macédoine       | 5 – 15 | Espagne |

### Quarts de finale
| 9 juillet 2008 |        |           |
| Hongrie        | 14 – 8 | Allemagne |
| Croatie        | 8 – 7  | Italie    |

### Demi-finales
| 11 juillet 2008 |       |            |
| Croatie         | 7 – 9 | Monténégro |
| Hongrie         | 7 – 8 | Serbie     |

### Match de classement des places de5eet6e
| 12 juillet 2008 |       |        |
| Allemagne       | 7 – 9 | Italie |

### Match de classement des places de3eet4e
| 13 juillet 2008 |         |         |
| Croatie         | 14 – 15 | Hongrie |

### Finale
| 13 juillet 2008 |       |        |
| Monténégro      | 6 – 5 | Serbie |

## Podium
| Or         | Argent | Bronze  |
| ---------- | ------ | ------- |
| Monténégro | Serbie | Hongrie |

## Classement général
| Place              | Équipe     |
| ------------------ | ---------- |
| Médaille d'or      | Monténégro |
| Médaille d'argent  | Serbie     |
| Médaille de bronze | Hongrie    |
| 4                  | Croatie    |
| 5                  | Italie     |
| 6                  | Allemagne  |
| 7                  | Espagne    |
| 8                  | Macédoine  |
| 9                  | Roumanie   |
| 10                 | Russie     |
| 11                 | Grèce      |
| 12                 | Slovaquie  |

## Distinctions individuelles
- Meilleur joueur : Péter Biros ( Hongrie)
- Meilleur marqueur : Aleksandar Šapić ( Serbie)
- Meilleur gardien : Denis Šefik ( Serbie)

## Légendes
- joués : nombre de matchs joués
- V : nombre de victoires
- N : nombre de matchs nuls
- D : nombre de défaites
- BM : nombre de buts marqués
- BE : nombre de buts encaissés
- DIF : différence de but